# Epidesma thetis
Epidesma thetis is een beervlinder uit de familie van de spinneruilen (Erebidae). De wetenschappelijke naam werd gepubliceerd in 1771 door Carl Linnaeus.